# Суба (провинция)

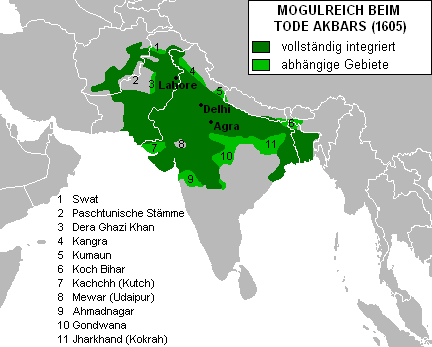
Могольская империя в конце правления падишаха Акбара I

Суба — наименование административно-территориальной единицы (провинции) в империи Великих Моголов в XVI—XVIII веках. Субы состояли из более мелких территориальных единиц — саркаров (округов), а те, в свою очередь, складывались из первичных налогооблагаемых административных единиц, называемых паргана или махалля. Во главе каждой субы стояли назначаемые падишахом наместники, называемые навваб-субадарами или субадарами (от этого титула позднее произошло офицерское звание субедар, используемое в Британской Индийской армии). Некоторые наместники суб имели титул сипахсалара или назима. Прочие чиновники субы назначались самими субадарами. Во главе саркаров стояли амалгузары, отвечавшие за сбор налогов, и фоудждары, возглавлявшие военный гарнизон и выполнявшие полицейские функции в саркаре, а также помогавшие амалгузарам собирать налоги. Падишах Акбар назначал фоудждаров лично, однако затем их стали назначать субадары. Города в субах возглавляли котвалы, выполнявшие также полицейские и налоговые функции. Субадарам подчинялись военные гарнизоны на территории субы, которые постепенно перешли в их личное подчинение и использовались в междоусобных войнах.

## История

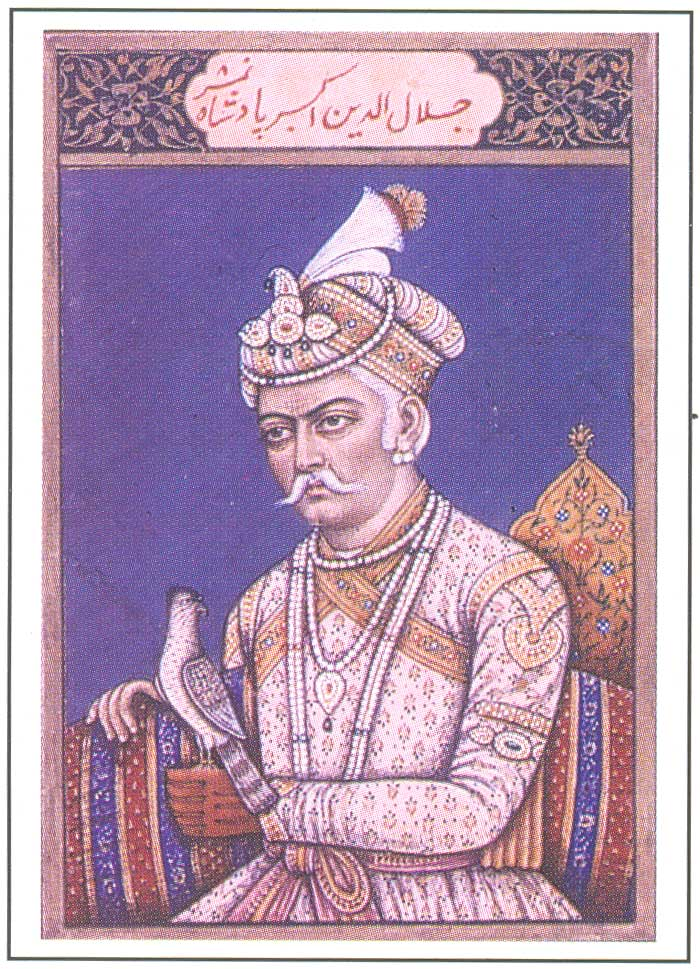
Могольский падишах Акбар I (1556—1605), разделивший империю на субы.

Территориальное деление империи на субы было произведено падишахом Акбаром во время его административных реформ 1572—1580 годов. Первоначально империя была разделена на 12 суб, однако к концу царствования Акбара, благодаря его завоеваниям в Декане, число суб достигло 15-ти (были добавлены Берарская, Дандешская (позже переименованная в Хандешскую) и Ахмаднагарская (в 1636 году переименованная в Даулатабадскую, а затем в Аурангабадскую) субы). При преемнике Акбара, падишахе Джахангире, было учреждено ещё две субы: в частности, в 1607 году из Бенгальской субы была выделена отдельная Орисская суба.
К концу царствования падишаха Шах-Джахана империя состояла уже из 22 суб. Правление этого падишаха отмечено существенной реорганизацией административно-территориальной структуры. В 1636 году Шах-Джахан отделил от Берарской субы саркар Телангана и создал из него отдельную субу, однако в 1657 году присоединил её к Бидарской субе. В 1629 году Агра была переименована Акбарабад, а в 1648 году Делийскую субу в честь новой столицы империи переименовали в Шахджаханабадскую. Кашмир был выделен в отдельную субу из Кабульской субы, Татта — в отдельную субу из Мултанской субы, Бидар — в отдельную субу из Даулатабадской субы. В 1638—1648 годах Кандагар составлял отдельную субу, пока не был завоёван Персией.
В 1636 году декканские владения империи были распределены между четырьмя субами: Берарской, Даулатабадской, Теланганской и Хандешской. В 1656 году  из Даулатабадской субы была выделена Бидарская суба, к которой в следующем году была присоединена суба Теланганская.
При падишахе Аурангзебе были дополнительно созданы Биджапурская (1686) и Хайдарабадская (1687) субы. При нём империя состояла из 21 субы. В 1710 году была создана Аркотская суба во главе с карнатикскими навабами.
Во главе суб падишах ставил, как правило, приближённых к себе полководцев и членов своей династии. Зачастую один и тот же сановник или шахзаде одновременно возглавлял несколько смежных суб, собирая, таким образом, в своих руках власть над существенной частью империи. В XVII веке декканские субы чаще всего управлялись одним и тем же субадаром, называемым субадаром Деккана (к примеру, будущий падишах Аурангзеб дважды, начиная с 1636 года, был субадаром Деккана, управляя одновременно всеми декканскими субами).
С ослабеванием центральной власти в империи при преемниках Аурангзеба в XVIII веке субы стали постепенно выходить из под власти падишаха, становясь фактически независимыми государствами. В 1739 году в империю вторгся персидский Надир-шах, разбивший войска падишаха Мухаммед Шаха в битве при Карнале и взявший Дели. Это поражение резко подорвало политическое влияние падишахов в субах империи, субадары которых один за другим стали превращаться в независимых правителей. Растерявшая военную мощь империя стала сдавать позиции под ударами своих противников, теряя субу за субой под ударами маратхов, афганцев Дуррани и британцев. Хайдарабад и Ауд в 1724 году, Бенгалия в 1740 году, декканские субы к середине XVIII века стали самостоятельными княжества во главе с маратхскими династами. Власть падишаха над субами становилась всё более призрачной. Во второй половине XVIII века его фактическая власть распространялась лишь на город Дели и близлежащие районы.

## Перечень суб
| №   | Наименование                                         | Регион/Столица субы                                                                                                | Создание  | Ликвидация                                   |
| --- | ---------------------------------------------------- | --- | --------- | -------------------------------------------- |
| 1.  | Кабульская суба                                      | Кабул | 1572      | ?                                            |
| 2.  | Лахорская суба                                       | Пенджаб/Лахор | 1572      | ?                                            |
| 3.  | Мултанская суба                                      | Пенджаб/Мултан | 1572      | ?                                            |
| 4.  | Аджмерская суба                                      | Раджпутана/Аджмер                                                                                                  | 1572      | ?                                            |
| 5.  | Гуджаратская суба                                    | Гуджарат/Ахмадабад                                                                                                 | 1572      | ?                                            |
| 6.  | Делийская (Шахджаханабадская) суба                   | Дели | 1572      | ?                                            |
| 7.  | Агрская (Акбарабадская) суба                         | Агра | 1572      | ?                                            |
| 8.  | Малавская суба                                       | Малава/Удджайн | 1572      | В 1743 году перешла под контроль маратхов    |
| 9.  | Аудская суба                                         | Ауд /Айодхья | 1572—1580 | В 1732 году стала независимым княжеством Ауд |
| 10. | Аллахабадская суба                                   | Сангам/Аллахабад                                                                                                   | 1572—1580 | ?                                            |
| 11. | Бихарская суба                                       | Бихар/Патна | 1572—1580 | ?                                            |
| 12. | Бенгальская суба                                     | Бенгалия/Танда (1574—1595), Раджмахал (1595—1610, 1639—1659), Дакка (1610—1639, 1660—1703), Муршидабад (1703—1757) | 1574      | В 1757 году перешла по контроль британцев    |
| 13. | Берарская суба                                       | Берар/Балапур, Бурханпур, Элличпур (с 1636)                                                                        | 1596      | В 1724 году стала княжеством Хайдарабад      |
| 14. | Хандешская (Дандешская) суба                         | Хандеш/Бурханпур                                                                                                   | 1601      | ?                                            |
| 15. | Ахмаднагарская (Даулатабадская, Аурангабадская) суба | Деккан/Ахмаднагар (1601—1636), Даулатабад (1636—1681), Аурангабад (c 1681)                                         | 1601—1635 | ?                                            |
| 16. | Орисская суба                                        | Орисса/Каттак | 1607      | В 1751 году завоёвана Бхонсле                |
| 17. | Кашмирская суба                                      | Кашмир/Сринагар |           | В 1753 году завоёвана Дуррани                |
| 18. | Таттская суба                                        | Синд/Татта |           | В 1739 году завоёвана Надир-шахом            |
| 19. | Кандагарская суба                                    | Кандагар | 1638      | В 1648 году завоёвана Сефевидами             |
| 20. | Теланганская суба                                    | Телангана/Нандер                                                                                                   | 1636      | В 1657 году присоединена к Бидарской субе    |
| 21. | Бидарская суба                                       | Деккан/Бидар | 1656      | ?                                            |
| 22. | Биджапурская суба                                    | Деккан/Биджапур | 1684      | ?                                            |
| 23. | Хайдарабадская суба                                  | Деккан/Хайдарабад                                                                                                  | 1687      | В 1724 году стала княжеством Хайдарабад      |
| 24  | Аркотская суба                                       | Тамилнад/Аркот | 1710      | ?                                            |